# Jacques Acar
Pour les articles homonymes, voir Acar.
Jacques Acar, né le 14 mars 1937 à Boussu (province du Hainaut) et mort à Leuze-en-Hainaut le 21 janvier 1976, est un scénariste de bande dessinée et journaliste belge. Pilier de Tintin de 1962 à 1975, c'était un auteur « représentatif de la bande dessinée franco-belge classique. »
Également connu sous le pseudonyme de Vincent Gallaix.

## Biographie
Jacques Acar naît le 14 mars 1937 à Boussu. C'est à 25 ans que Jacques Acar débute dans la bande dessinée professionnelle, en rédigeant quelques récits courts pour Tintin. À partir de 1963, il devient scénariste de soutien pour les auteurs maisons : collaborant avec Édouard Aidans (Marc Franval, Tounga et autres histoires), William Vance en 1966 (Ringo), Paul Cuvelier à partir de la même année (Wapi, Corentin). Dans ce début des années 1960, avec Hugo Fonske, il crée de nombreuses bandes dessinées pour Kuifje (la version flamande de Tintin), Junior le supplément de Chez Nous, Pat et Het Nieuwsblad.
À la fin des années 1960, il travaille également pour Line, Record (Jim Steward avec Sidney, Catriona Mac Killigan avec Claude Auclair, etc.) et Pilote, fournissant des histoires à Jo-El Azara, Jipo-Max ou Géri. Au début des années 1970, il fait des mises en roman de Tounga, Bernard Prince, Bruno Brazil et Les Panthères pour Tintin Sélection.
Jacques Acar a également publié quelques romans de science-fiction, dont deux chez Fleuve noir, dans la collection « Anticipation », sous le pseudonyme de Vincent Gallaix,.
Il meurt à l'âge de 38 ans en 1976.

## Œuvres publiées

### Dans des périodiques

#### DansLe Journal de Tintin
- Rataplan, Yves Duval et Jacques Acar (scénario), Berck (dessinateur), 1961-1967[11]
- Nouvelles et divers scénarios de récits courts,  1962-1970
- Joly et Mathurin le pirate, avec Hugo, 1963
  - no 46 La Partie de pêche (4 planches)
  - no 51 Les Armes secrètes (4 planches)
- Bob Binn, avec Édouard Aidans, 1963-1965
- Marc Franval : Marc Franval chasse le condor, avec Édouard Aidans, 1963
- Céleste Pion, avec Hugo, 1964-1965
- Bôjolet, avec Mazel, 1964
- Cinq histoires à suivre de Strapontin, avec Berck, 1965-1968
- Deux histoires à suivre de Ringo, avec William Vance, 1966
- Corentin : Le Signe du cobra, avec Paul Cuvelier, 1967
- Gomez et Gonzalez : Les Plumes des conquistadors, avec Ramboux, 1975

#### Dans d'autres périodiques
- Divers scénarios de récits courts dans Pilote, Dargaud, 1965-1966
  - M. Chapomou, avec Jo-El Azara, dans Pilote, 1965-1966
  - Poncyffe, avec Christian Van Overloop, dans Pilote, 1965-1966
  - Picratte, avec Géri, dans Pilote, 1966
- Le Mystère de Mornetour[12], avec Jean-Pol, dans Samedi-Jeunesse no 117 (30 planches), 1967
- Jim Steward, avec Sidney, dans Record, 1970.

### En albums
- Strapontin (scénario), avec Berck (dessin), Le Lombard, coll. « Jeune Europe »[13] :

5. Révolte au bois dormant, avec René Goscinny (coscénario), 1966
6. Strapontin et le BCZ 2, Le Lombard, coll. « Une Histoire du Journal Tintin », 1967
7. Strapontin plus un zeste de violence, 1972
8. Strapontin et le rayon alimentaire, 1973
- Ringo, avec William Vance, Dargaud / Le Lombard, coll. « Jeune Europe » :

1. Piste pour Santa Fe, 1967
2. Le Serment de Gettysburg, 1968

Ces deux volumes ont été repris dans Tout Vance t. 9 : L'intégrale Ringo (deuxième partie), Le Lombard, 2004
- Tounga t. 3 : Tounga et le Dieu du feu, avec Édouard Aidans, Le Lombard, coll. « Une Histoire du Journal Tintin », 1968 — Rééd. comme tome 7 de l'édition cartonnée, 1978.

- Marc Franval t. 8 : Marc Franval chasse le condor, avec Édouard Aidans, Le Lombard, coll. « Vedette », 1973
- Tommy Banco t. 3 : Tir sans sommation, avec Jean Roze (coscénario) et Eddy Paape (dessin), Bédéscope, 1979

### Romans de science-fiction (sous le nom de Vincent Gallaix)
- Orbite d'attente, Fleuve noir, coll. « Anticipation » no 708, 1975
- Zoomby[17], Fleuve noir, coll. « Anticipation » no 719, 1976.

Le critique Roland C. Wagner décrit Orbite d'attente comme "une classique histoire d'invasion de la Terre", et désigne Zoomby comme le chef-d'œuvre de Vincent Gallaix, empruntant au space opera et décrivant une Terre "polluée par les radiations et les gaz toxiques", où grandit Zoomby, un enfant artificiel.

#### Livres
: document utilisé comme source pour la rédaction de cet article.
- Jean Van Hamme, Introduction à la bande dessinée belge, Bruxelles, Bibliothèque royale de Belgique, 1968, 80 p., ill. ; 26 cm (lire en ligne), p. 4. [catalogue] publié à l'occasion de l'exposition La bande dessinée en Belgique, Bibliothèque Albert Ier, [Bruxelles], du 29 juin au 25 août 1968.
- Henri Filippini, Dictionnaire de la bande dessinée, Paris, Bordas, 1989, 731 p., ill. ; 27 cm (ISBN 2-04-018455-4, BNF 35065653, présentation en ligne), p. 135, 503, 579.
- Jean-Louis Lechat, Un demi-siècle d’aventures t. 2 : 1970 - 1996, Bruxelles, Le Lombard, 5 décembre 1996, 224 p., ill. ; 31 cm (ISBN 280361233X, OCLC 37995939, BNF 37539082, présentation en ligne), p. 42, 49. .
- Patrick Gaumer, « Jacques Acar », dans le Larousse de la BD, Larousse, 2004, p. 2-3
- Jacques Fiérain, « Acar, Jacques », dans La BD dans la province du Hainaut, Charleroi, Éd. l'Âge d'or, septembre 2006, 96 p., ill. ; 31 cm (ISBN 9782960046458 et 2960046455, OCLC 469651838, présentation en ligne), p. 3.
- Patrick Gaumer, « Acar Jacques », dans Dictionnaire mondial de la BD, Paris, Larousse, 2010, 953 p., ill. ; 27 cm (ISBN 978-2-0358-4331-9 et 2-0358-4331-6, OCLC 920924930, présentation en ligne), p. 3. .
- Philippe Mellot, Michel Denni, Laurent Turpin et Isabelle Morzadec, « Acar (J.) », dans Trésors de la bande dessinée BDM 2021-2022 - Catalogue encyclopédique et Argus, Paris, Les Arènes, novembre 2020, 22e éd., ill. ; 23 cm (ISBN 9791037502582, présentation en ligne), p. 286, 486, 595, 1078, 1213, 1241, 1305. .